# ¿Quién será?
¿Quién será? ist ein Mambo der mexikanischen Komponisten Luis Demetrio und Pablo Beltrán Ruiz aus dem Jahr 1953, der 1954 erstmals erschienen ist. Die bekannteste Version unter dem englischen Titel Sway stammt von Dean Martin von dessen Album Hey, Brother, Pour the Wine aus demselben Jahr. Den englischen Text schrieb Norman Gimbel. Seitdem wurde das Lied von vielen Künstlern neu aufgenommen und interpretiert. Erfolgreich in den Charts waren Dean Martin mit einem 15. Platz in den Bestseller-Charts des Billboard-Magazins und einem sechsten Platz in den britischen Charts, der kanadische Swing-Sänger Michael Bublé 2004 in Australien und Polen sowie die amerikanische Girlgroup The Pussycat Dolls in Südkorea.

## Aufnahmen (Auswahl)

### Originale
- 1953 – Pablo Beltrán Y Su Orchestra (auf Spanisch)
- 1954 – Dean Martin, unter Capitol Records, Katalog-Nr. 2818, US 15, UK 6

### Englische und spanische Versionen
¿Quién será? und Sway wurden über Jahrzehnte dutzende Male von verschiedenen Künstlern aufgenommen. Dies ist lediglich eine Liste der beliebtesten Aufnahmen, nicht eine umfassende Auflistung.
- 1954 – Eileen Barton, unter Coral Records, Katalog-Nr. 61185, Rückseite: When Mama Calls
- 1959 – Rosemary Clooney and Pérez Prado, von A Touch of Tabasco
- 1960 – Bobby Rydell, Capitol Recording Studios, NYC
- 1961 – Ben E. King, von Spanish Harlem
- 1963 – Cliff Richard, von When In Spain
- 1963 – Julie London, von Latin in a Satin Mood
- 1997 – Brent Spiner, von der Filmmusik zu Tango gefällig?
- 1998 – Anita Kelsey, von dem Film Dark City
- 1999 – Shaft, betitelt (Mucho Mambo) Sway
- 2003 – Michael Bublé, von dem nach ihm benannten Album Michael Bublé
- 2003 – Peter Cincotti, von dem nach ihm benannten Album Peter Cincotti
- 2004 – Arielle Dombasle, von ihrem Album Amor Amor
- 2006 – Claire Johnston, Frontfrau von Mango Groove. Von ihrem Album Africa Blue.[2]
- 2007 – Puppini Sisters, Betcha Bottom Dollar
- 2007 – Jennifer Lopez
- 2009 – Haifa Wehbe, eine libanesische Sängerin
- 2010 – Paul Byrom von Celtic Thunder
- 2011 – Hooshmand Aghili, iranischer Sänger
- 2011 – Donald Braswell II, auf seinem zweiten Album Unchained.
- 2011 – 1950 & The Chu Chi Girls ft Hayley Jo, The Chu Chi sway
- 2024 – Michael Bublé & Jason Derulo, Spicy Margarita

### Live-Auftritte
- 2007 – Melinda Doolittle bei American Idol
- 2009 – Joe McElderry bei UK The X Factor
- 2011 – Sooyoung von der südkoreanischen Girlgroup Girls’ Generation Sang es als Solo bei der Girls’ Generation Tour 2011.  Eine Aufnahme eines Auftritts befindet sich auf ihrem zweiten Live-Album 2011 Girls’ Generation Tour.

### Sprachversionen
Das Lied wurde in verschiedenen Sprachen übersetzt und gecovert. Hier folgt eine Auflistung ausgewählter Sprachversionen.
- 1954 – Pedro Infante, ¿Quien será? in dem Film Escuela de vagabundos – Original Version (auf Spanisch)
- 1954 – Olavi Virta, Titel Keinu kanssani (auf Finnisch)
- 1959 – The Peanuts, Titel Quién Será (キエンセラ) (auf Japanisch)
- 1962 – Mina, Titel Che sarà (auf Italienisch)
- 1968 – Teresa Teng, Titel 盼望 (auf Mandarin)
- 1973 – Sten & Stanley, Titel Äntligen (auf Schwedisch)
- 1976 – Ajda Pekkan, von Kim Ne Derse Desin (auf Türkisch)
- 1990 – Björk auf dem Album Gling-Gló, als Í dansi með þér (auf Isländisch)
- 1999 – Götz Alsmann, Titel Zuckersüß (auf Deutsch)
- 1999 – Komár László auf dem Album Mambó Lackó, als „Mexikói Karnevál“ (auf Ungarisch)
- 2000 – Athena – Macera, von Tam Zamanı Şimdi (auf Türkisch)
- 2002 – Pedro Fernandez, ¿Quien será? (auf Spanisch)
- 2004 – Arielle Dombasle, Titel „Quién Será (Sway)“ (auf Spanisch)
- 2005 – Aaron Kwok, Titel 飛 (Sway) (auf Kantonesisch)
- 2005 – Nguyễn Hưng von dem Album Dạ Vũ, als „Ai Sẽ Là Em“ (auf Vietnamesisch)
- 2005 – Walid Soroor, Titel Yar Nazanin (auf Persisch)
- 2006 – Anschelika Warum, Titel Румба (Rumba) (auf Russisch)
- 2007 – Koor auf dem Album Wust El Balaad, als بحبك (Bahebak) (auf Arabisch)
- 2007 – Rula Zaki (ein Ägyptischer Sänger), Titel قلبي دق (Qalbi Daq) (auf Arabisch)
- 2010 – Rula Zaki, auf dem Album Rula (auf Arabisch)
- 2010 – Shahkar Binesh Pazhooh, in dem Lied Vasat-e Ghalbam (وسط قلبم) (auf Persisch)
- 2012 – Mohsen Namjoo, in dem Lied Khat Bekesh (خط بکش) (auf Persisch)
- 2014 – Cem Belevi, Titel Kim Ne Derse Desin (auf Türkisch)

### Instrumental-Versionen
- 1955 – Noro Morales, Swinging With Noro
- 1956 – Les Baxter, von Caribbean Moonlight, unter Capitol, Katalog-Nr. T 733
- 1962 – Pérez Prado, von Twist Goes Latin, unter RCA Victor, Katalog-Nr. LSP-2524
- 1965 – Michael Danzinger, von Piano Cocktail: Long Drink 6, unter Amadeo, Katalog-Nr. AVRS 9179
- 1965 – Clare Fischer, von Manteca!, unter Pacific Jazz, Katalog-Nr. ST-20096
- 2001 – Cliff Habian, von Havana Sunset, unter Azica Records
- 2006 – Bill McGee, von Chase the Sunset, unter Funtown
- 2007 – David Grisman, Frank Vignola, Robin Nolan & Frank Papillo, von The Living Room Sessions, unter Acoustic Disc
- 2011 – Frank Vignola & Friends, auf Playing the Standards (Swing Classics by Cole Porter, Johnny Mercer, Rodgers & Hammerstein and More), unter Hyena Records
- 2012 – Wolfgang Russ & A-Train, von Nice & Sweet, unter Chaos, Katalog-Nr. LC 07326

### In der Popkultur
- 1967 – Spanische Version ¿Quién será? in dem Film Su Excelencia (Regie: Miguel M. Delgado)
- 1997 – Gesungen von Brent Spiner in der Komödie Tango gefällig?.
- 1998 – Anita Kelseys Aufnahme erschienen in dem Film Dark City. Das Lied ist Lippensynchronisiert von Jennifer Connellys Charakter als ein Bar-Auftritt.
- 1999 – In dem Film Drive Me Crazy wird eine Version bei dem Centennial Tanz gespielt.
- 2000 – In dem Film Sexy Beast (Regie: Jonathan Glazer; die Version von Dean Martin)
- 2001 – In dem Film Gaudi Afternoon (Sänger unbekannt)
- 2004 – In dem Film First Daughter – Date mit Hindernissen (Regie: Forest Whitaker)
- 2004 – In dem Film My Summer of Love (Regie: Paweł Pawlikowski)
- 2004 – In einer Folge von Malcolm mittendrin
- 2005 – Die Version von Michael Bublé version erschien in dem Film Wedding Date.
- 2006 – Sway in stark abgewandelter Form in dem Lied Welcome to the Midwest von Tech N9ne.
- 2008 – Rosemary Clooneys Version erscheint in dem Film So ist Paris (Regie: Cédric Klapisch).
- 2008 – In dem Film Zeiten des Aufruhrs (Regie: Sam Mendes) wird ein Instrumental im Hintergrund gespielt.
- 2009 – Aufgenommen von Sylvia Brooks auf ihrem Album Dangerous Liaisons von 2009.
- 2010 – In der zehnten Folge der sechsten Staffel von Dr. House
- 2010 – In einer Folge von Glee (02X08 – „Furt“) gesungen von Matthew Morrison.
- 2010 – In dem Film Repo Men (Perez Prado ft. Rosemary Clooney Version)
- 2010 – Erschienen auf Just Dance 2 für die Wii
- 2010 – Sway kan man im Hintergrund der Star Wars „Sith“ Kritik von Red Letter Media hören.
- 2011 – Sooyoung von der koreanischen Girlgroup Girls’ Generation sang den Song als Solo-Nummer bei den beiden Touren der Band 2011 (The 1st Japan Arena Tour und Girls’ Generation Tour)
- 2011 – In dem französischen Film La Folie Almayer (Regie: Chantal Akerman), eine Adaption von Joseph Conrads erstem Roman Almayer’s Folly.
- 2012 – In dem Film Silver Linings Playbook
- 2023 – In dem französischen Film Die Eiche – Mein Zuhause